# Veľký Meder
Veľký Meder (Hongaars:Nagymegyer, Duits: Groß-Magendorf) is een Slowaakse gemeente in de regio Trnava, en maakt deel uit van het district Dunajská Streda.
Veľký Meder telt 8.968 inwoners, voor het overgrote deel Hongaren behorend tot de Hongaarse minderheid in Slowakije.

## Geschiedenis
De plaats wordt als villa Meger voor het eerst in het jaar 1258 in geschriften vermeld. De naam van de stad verwijst naar de Hongaarse stam Megyer, een van de zeven stammen die worden beschreven in de oudst bekende geschiedenis van de Hongaren. In 1466 krijgt de plaats haar eerste stadsrechten van de Hongaarse koning. 
In de 18e eeuw komt de plaats en haar omgeving in het bezit van de belangrijke Hongaarse adellijke familie Zichy. 
In de 19e eeuw vestigen zich de eerste Joden in het stadje, in 1828 bouwen ze hun Synagoge en bouwen ze samen met de Hongaren de plaats uit tot een regionaal centrum van handel.
Tot de Eerste Wereldoorlog is de plaat onderdeel van het Hongaarse comitaat Komárom. In 1919 wordt de plaats ondanks haar vrijwel volledig Hongaarse bevolking onderdeel van het nieuw gevormde land Tsjecho-Slowakije. Tussen 1938 en 1945 is het nog eenmaal onderdeel van Hongarije na de Eerste Scheidsrechterlijke Uitspraak van Wenen. In 1947 worden 539 Hongaren gedeporteerd voor dwangarbeid in het Sudetenland. In 1948 worden in twee stadia 437 Hongaren gedwongen tot uitplaatsing tijdens de Tsjechoslowaaks-Hongaarse bevolkingsruil. 
In 1948 bepaalt de Tsjecho-Slowaakse overheid dat de naam van de stad wordt gewijzigd naar Čalovo. Pas in 1991 krijgt het haar historische stadsnaam terug.

## Bevolkingssamenstelling
- 1910 - 3.591 inwoners (99,6% Hongaarstaligen)
- 1921 - 4.012 inwoners (96,5% Hongaarstaligen)
- 1930 - 4.482 inwoners (85,7% Hongaren, 3,2% Slowaken)
- 1970 - 7.299 inwoners (84,2% Hongaren)
- 1991 - 9.247 inwoners (87% Hongaren, 11,5% Slowaken)
- 2001 - 9.113 inwoners (84,6% Hongaren, 13,5% Slowaken)
- 2011 - 8.859 inwoners (75,6% Hongaren, 14% Slowaken)
- 2021 - 8.446 inwoners (81,3% Hongaren, 9,55% Slowaken)

## Galerij

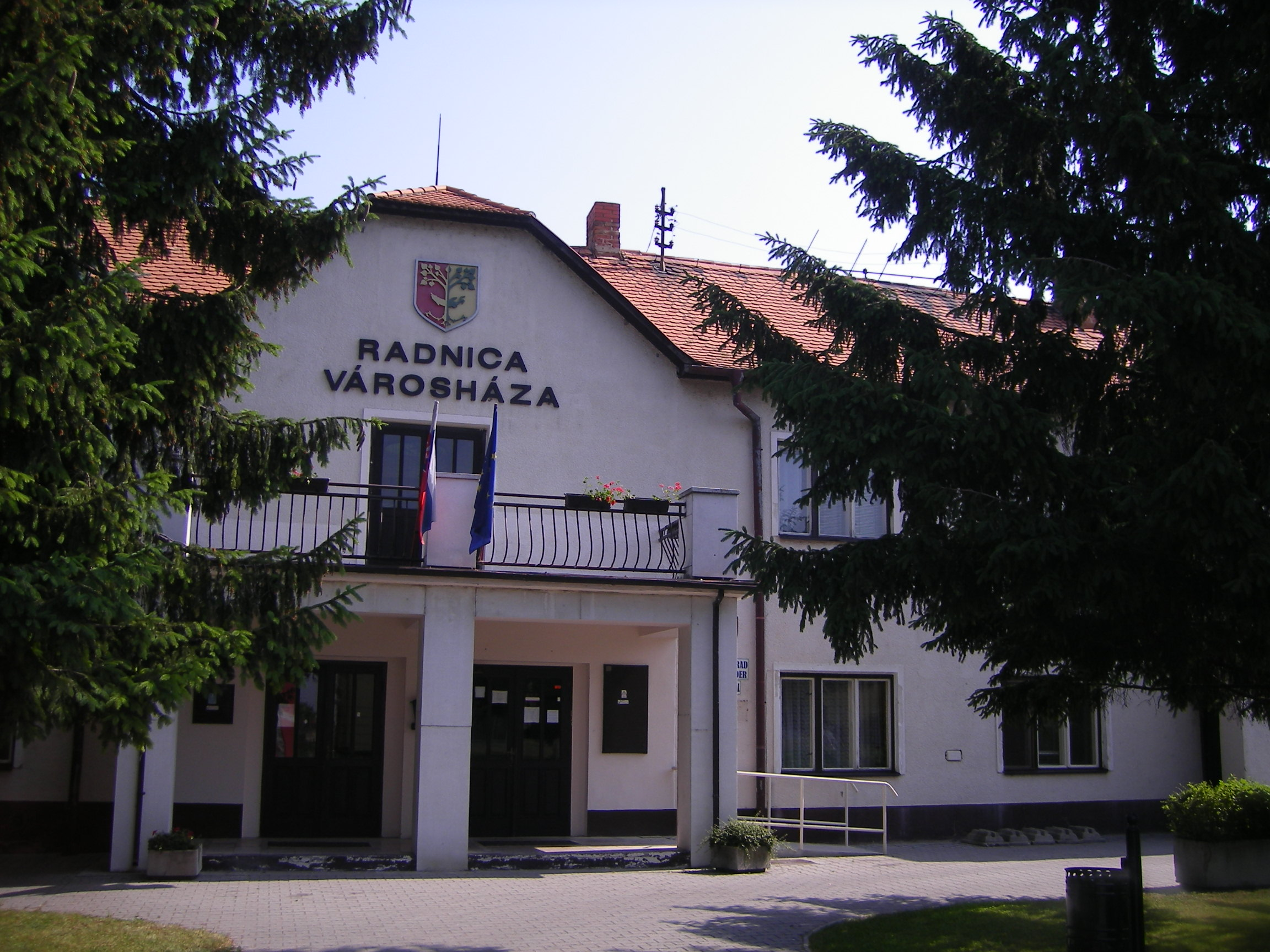
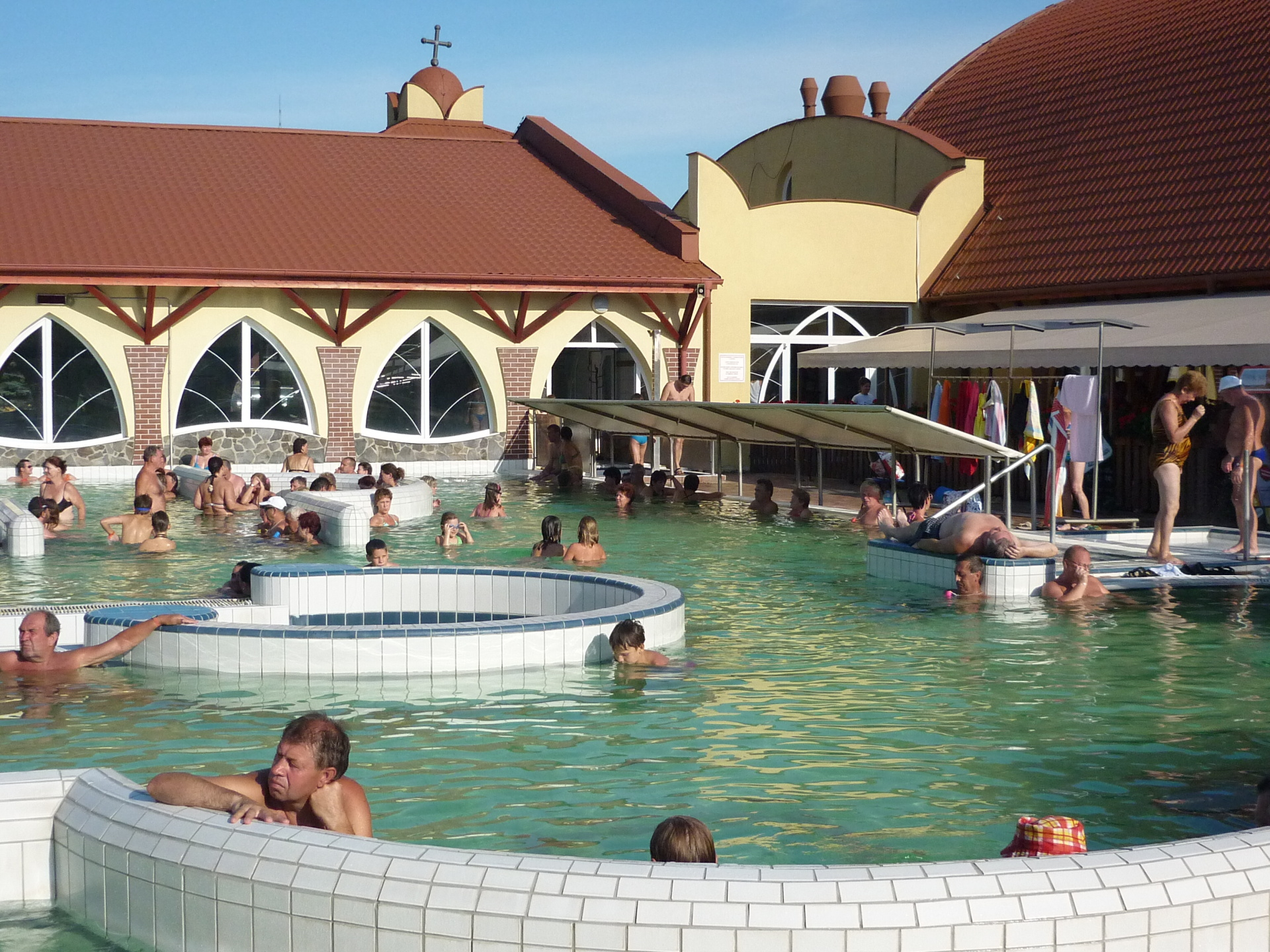
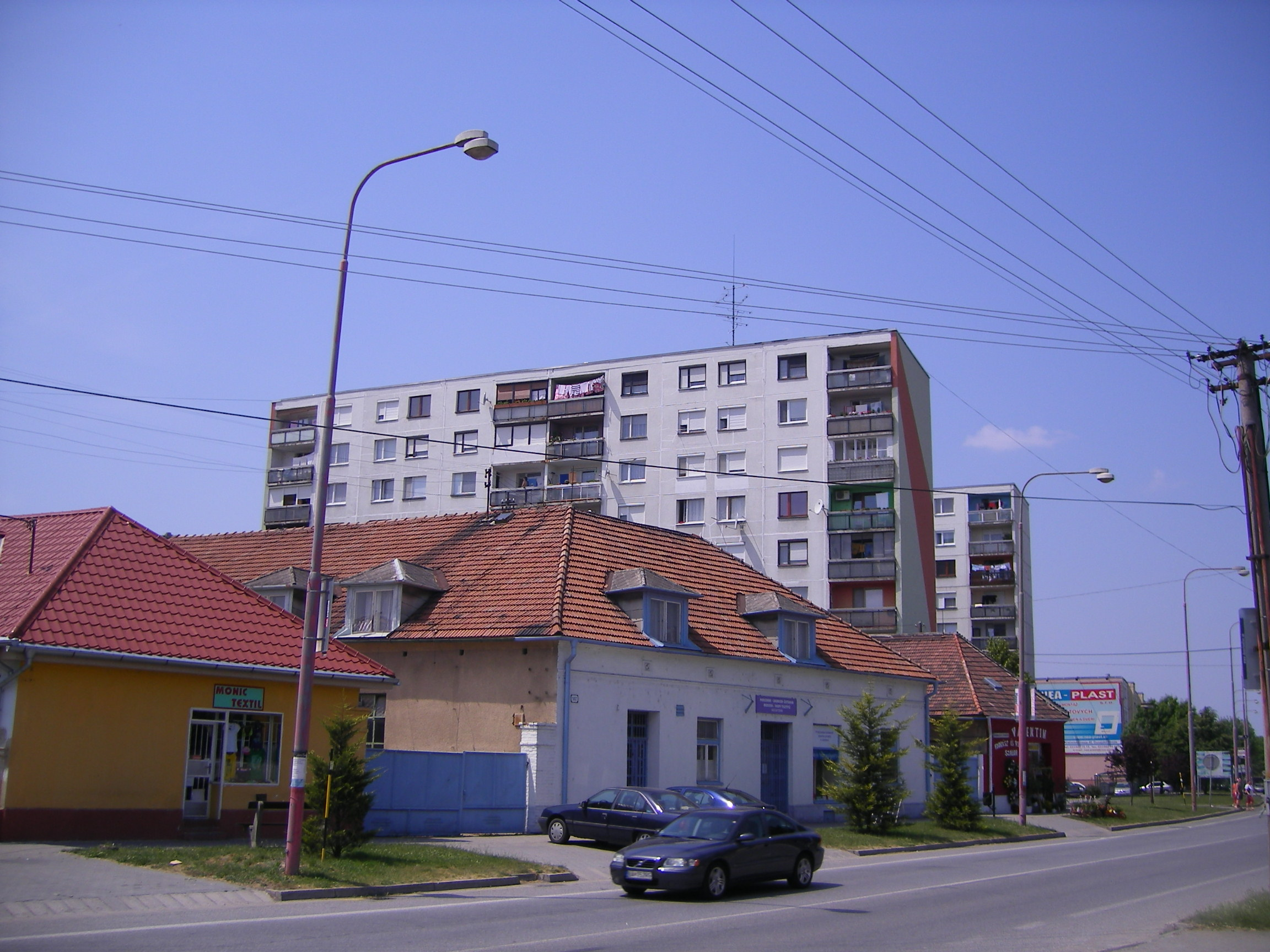
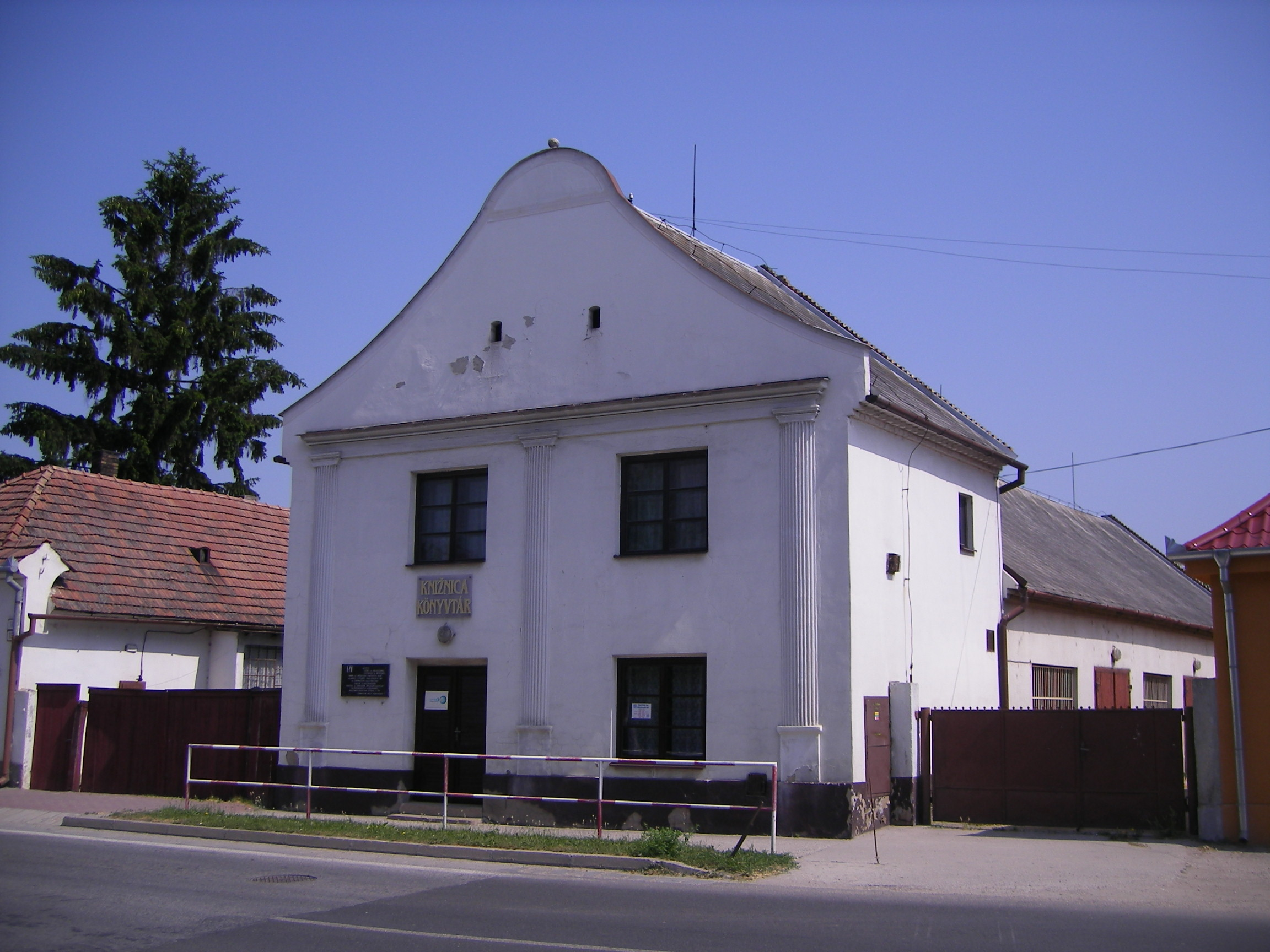
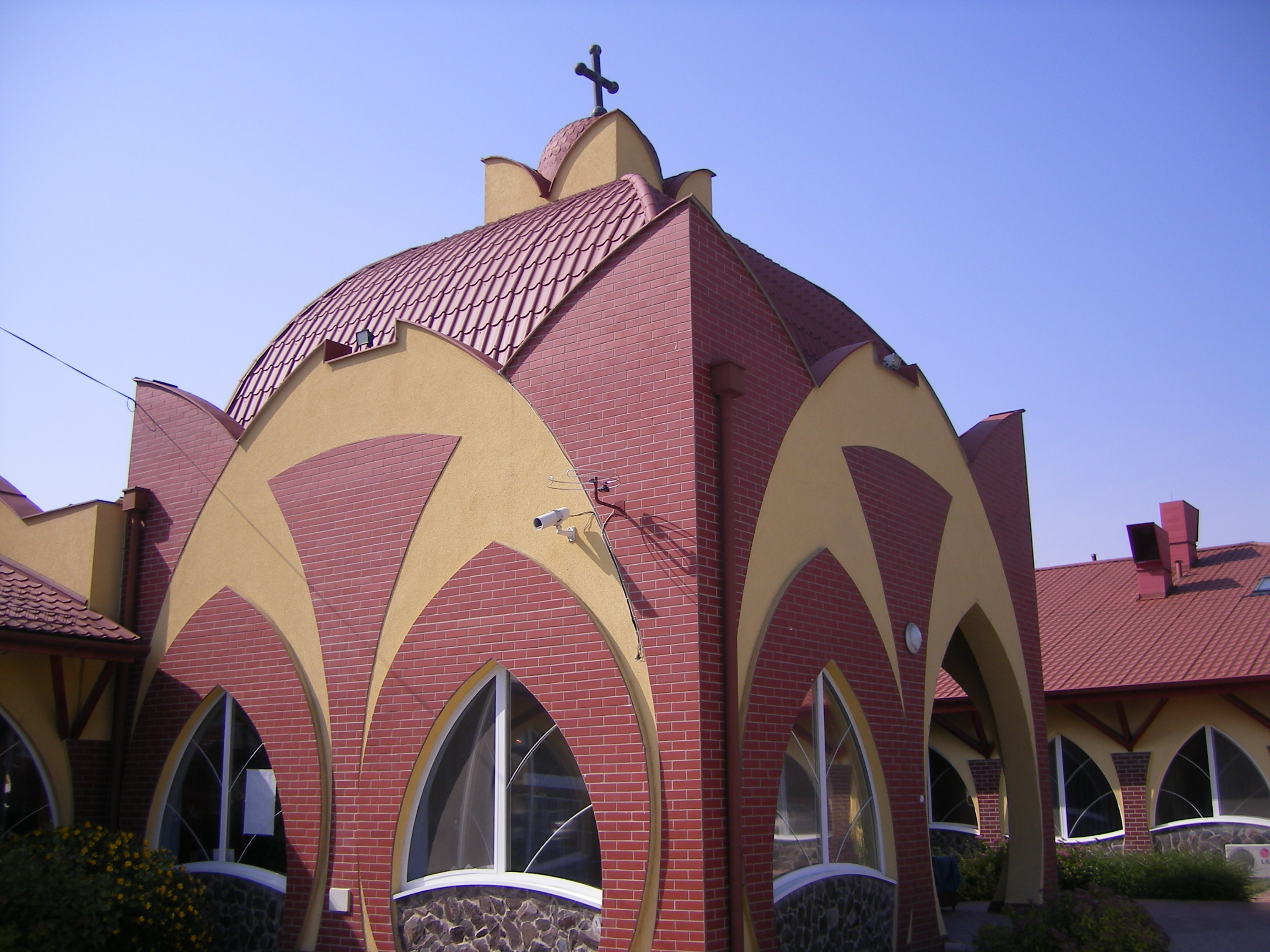
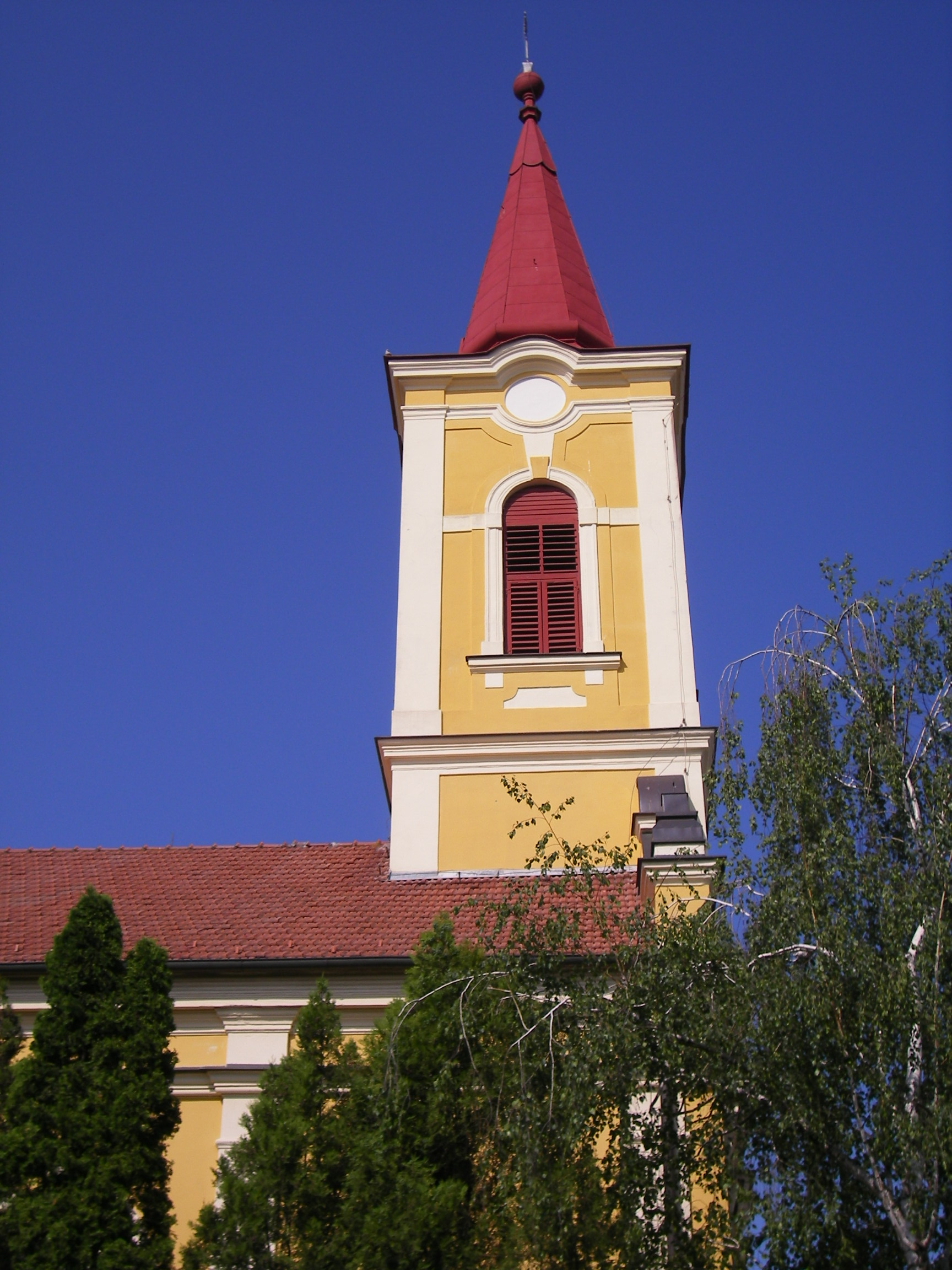